# Fujiwara no Morotada

Fujiwara no Morotada (藤原師尹, também conhecido como Koichijo Sadaijin, 920 – 969) , era um nobre membro da Corte, estadista e político durante o Período Heian da História do Japão .

## Vida
Este membro do Ramo Hokke do Clã Fujiwara  foi o quinto filho de Fujiwara no Tadahira e é considerado fundador do Ramo Koichijo  .

## Carreira
Morotada serviu os seguintes imperadores: Suzaku (935 - 946) , Murakami (946 - 967) e  Reizei (967 - 969) .
Morotada  entrou para a Corte em 935 durante o reinado do Imperador Suzaku para servir no Kurōdodokoro. Em 942 foi promovido a Uchūben (assistente do Udaijin), em 944 se tornou  Kurōdonotō (chefe do no Kurōdodokoro) e em 946 foi nomeado Sangi e nomeado Bizen Mamoru (governador da província de Bizen). 
Em 948 no reinado do  Imperador Murakami, Morotada assumiu o cargo de Gonchūnagon (Chūnagon provisório) . Sendo efetivado Chūnagon'' em 951. Para o 957 assume o posto de Daisho (Comandante) do Konoefu (Guarda do Palácio) . Em 960 ele foi promovido a Gondainagon (Dainagon provisório) e assume em 963 o posto de Mutsu Dewa Azechi (Responsável Militar pela Região de Mutsu-Dewa). Morotada é efetivado Dainagon em 966.
Com a morte do Imperador Murakami e a ascensão do Imperador Reizei em 967, seu irmão Saneyori , junto com Minamoto no Takaakira , tomaram as posições-chave dentro do Daijō-kan e do qual vieram a cair com o o chamado Incidente An'na (An'na no hen)  em 968, uma luta interna no interior do clã Fujiwara para ver quem deveria ser o Kanpaku (regente)  e no qual Takaakira foi acusado de traição. Após o termino dos inquéritos, Morotada foi nomeado Udaijin  e no ano seguinte (969) promovido a Sadaijin , cargo que iria manter até sua morte alguns meses depois. 

| Precedido por Minamoto no Takaakira | 27º Sadaijin (969)          | Sucedido por Fujiwara no Arihira |
| Precedido por Minamoto no Takaakira | 47º Udaijin (968-969)       | Sucedido por Fujiwara no Arihira |
| Precedido por Minamoto no Takaakira | Mutsu Dewa Azechi (963-968) | Sucedido por Fujiwara no Morōji  |